# Régades
Régades est une commune française située dans le sud-ouest du département de la Haute-Garonne, en région Occitanie.
Sur le plan historique et culturel, la commune est dans le pays de Comminges, correspondant à l’ancien comté de Comminges, circonscription de la province de Gascogne située sur les départements actuels du Gers, de la Haute-Garonne, des Hautes-Pyrénées et de l'Ariège. Exposée à un climat océanique altéré, elle est drainée par le Roussec et par divers autres petits cours d'eau. La commune possède un patrimoine naturel remarquable : un site Natura 2000 (les « chaînons calcaires du Piémont Commingeois ») et deux zones naturelles d'intérêt écologique, faunistique et floristique.
Régades est une commune rurale qui compte 131 habitants en 2022, après avoir connu une forte hausse de la population depuis 1962. Elle fait partie de l'aire d'attraction de Saint-Gaudens..
Ses habitants sont appelés les Régadais.

## Géographie

### Localisation
La commune de Régades se trouve dans le département de la Haute-Garonne, en région Occitanie.
Elle se situe à 85 km à vol d'oiseau de Toulouse, préfecture du département, et à 6 km de Saint-Gaudens, sous-préfecture.
Les communes les plus proches sont : 
Encausse-les-Thermes (1,5 km), Aspret-Sarrat (1,9 km), Payssous (1,9 km), Cabanac-Cazaux (2,4 km), Lespiteau (3,7 km), Rieucazé (4,2 km), Izaut-de-l'Hôtel (4,6 km), Soueich (4,7 km).
Sur le plan historique et culturel, Régades fait partie du pays de Comminges, correspondant à l’ancien comté de Comminges, circonscription de la province de Gascogne située sur les départements actuels du Gers, de la Haute-Garonne, des Hautes-Pyrénées et de l'Ariège.
Les communes limitrophes sont  Aspret-Sarrat, Cabanac-Cazaux, Encausse-les-Thermes, Payssous et Sauveterre-de-Comminges.
|                         | Aspret-Sarrat |                            |
| Sauveterre-de-Comminges | Régades       | Encausse-les-Thermes       |
|                         | Payssous      | Cabanac-Cazaux (sur 100 m) |

### Géologie et relief
La superficie de la commune est de 362 hectares ; son altitude varie de 377  à   630 mètres.

### Hydrographie

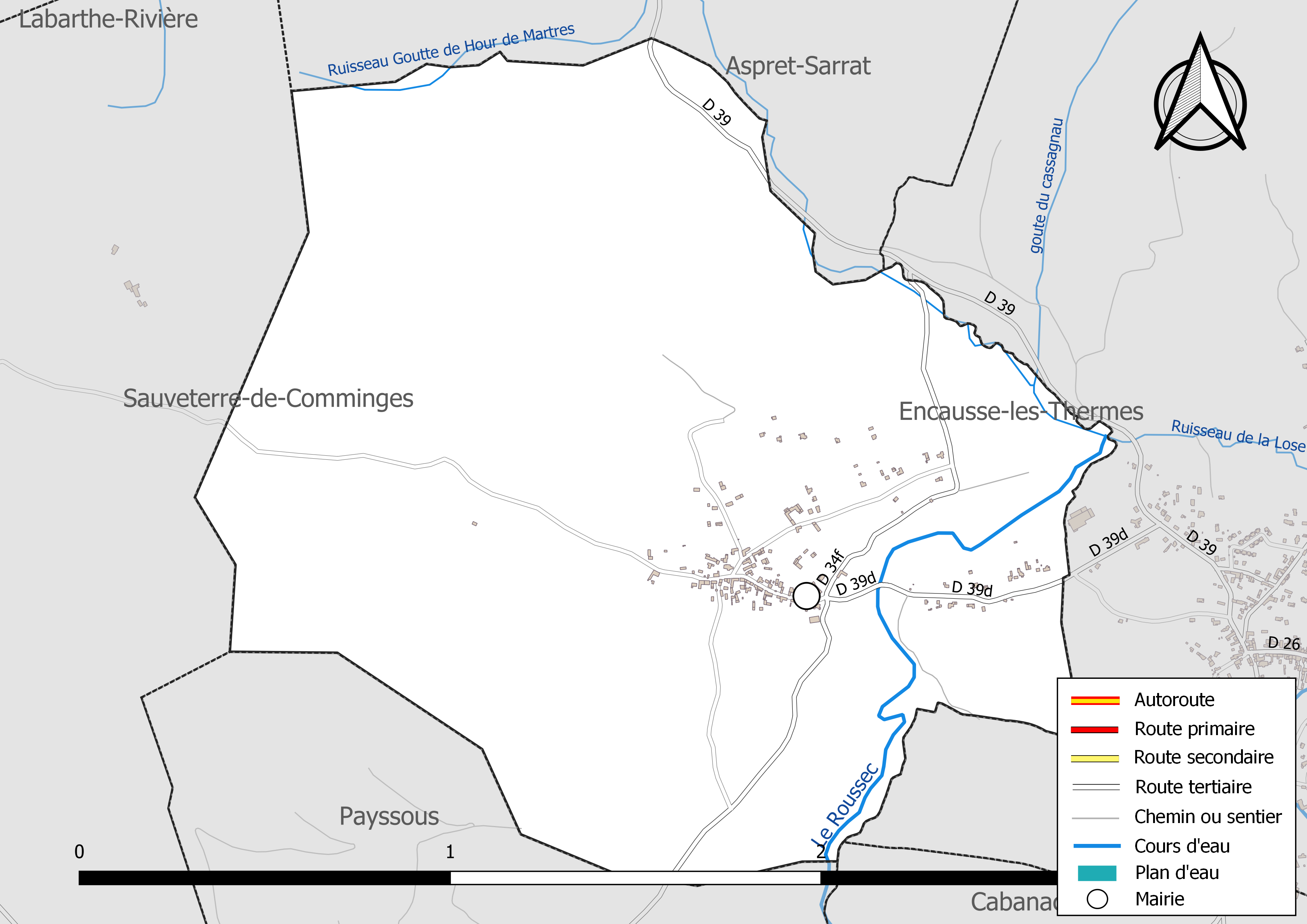
Réseaux hydrographique et routier de Régades.

La commune est dans le bassin de la Garonne, au sein du bassin hydrographique Adour-Garonne. Elle est drainée par le Roussec, goute du cassagnau, le ruisseau de la Lose et le ruisseau Goutte de Hour de Martres, constituant un réseau hydrographique de 3 km de longueur totale,.
Le Roussec, d'une longueur totale de 10,8 km, prend sa source dans la commune de Malvezie et s'écoule vers le nord puis se réoriente vers le nord-est. Il se jette dans le ruisseau de la Lose sur le territoire communal, après avoir traversé 7 communes.

### Climat
Pour des articles plus généraux, voir Climat de l'Occitanie et Climat de la Haute-Garonne.
En 2010, le climat de la commune est de type climat océanique altéré, selon une étude s'appuyant sur une série de données couvrant la période 1971-2000. En 2020, Météo-France publie une typologie des climats de la France métropolitaine dans laquelle la commune est exposée à un climat de montagne ou de marges de montagne et est dans la région climatique Pyrénées centrales, caractérisée par une pluviométrie annuelle de 1 000 à 1 200 mm.
Pour la période 1971-2000, la température annuelle moyenne est de 11,9 °C, avec une amplitude thermique annuelle de 14,6 °C. Le cumul annuel moyen de précipitations est de 1 005 mm, avec 9,5 jours de précipitations en janvier et 6,7 jours en juillet. Pour la période 1991-2020, la température moyenne annuelle observée sur la station météorologique la plus proche, située sur la commune de Clarac à 9 km à vol d'oiseau, est de 12,5 °C et le cumul annuel moyen de précipitations est de 804,9 mm,. Pour l'avenir, les paramètres climatiques de la commune estimés pour 2050 selon différents scénarios d'émission de gaz à effet de serre sont consultables sur un site dédié publié par Météo-France en novembre 2022.

### Milieux naturels et biodiversité

#### Réseau Natura 2000

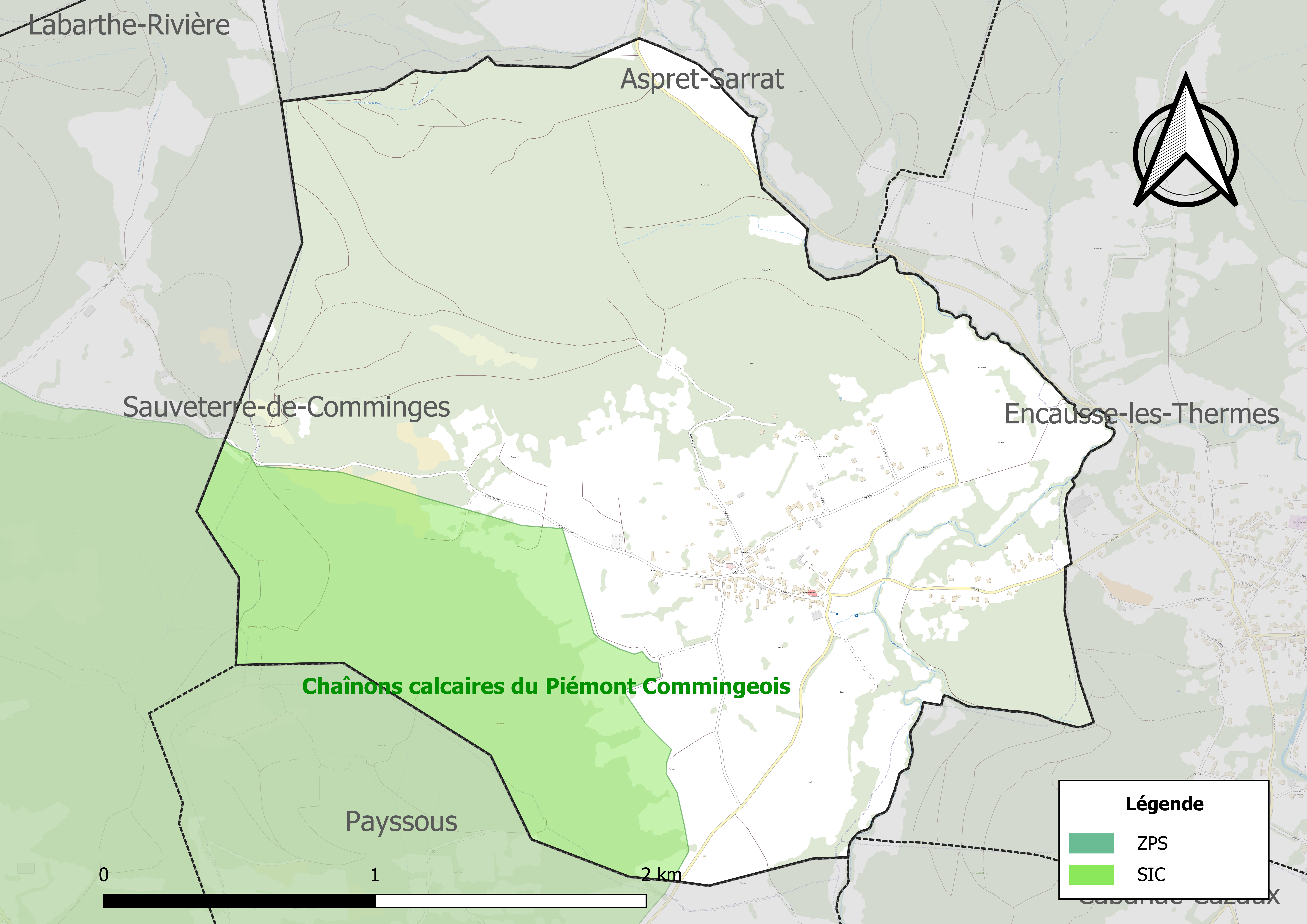
Site Natura 2000 sur le territoire communal.

Le réseau Natura 2000 est un réseau écologique européen de sites naturels d'intérêt écologique élaboré à partir des directives habitats et oiseaux, constitué de zones spéciales de conservation (ZSC) et de zones de protection spéciale (ZPS).
Un site Natura 2000 a été défini sur la commune au titre de la directive habitats : les « chaînons calcaires du Piémont Commingeois », d'une superficie de 6 198 ha, sont un site vallonné forestier et bocager du piémont pyrénéen.

#### Zones naturelles d'intérêt écologique, faunistique et floristique

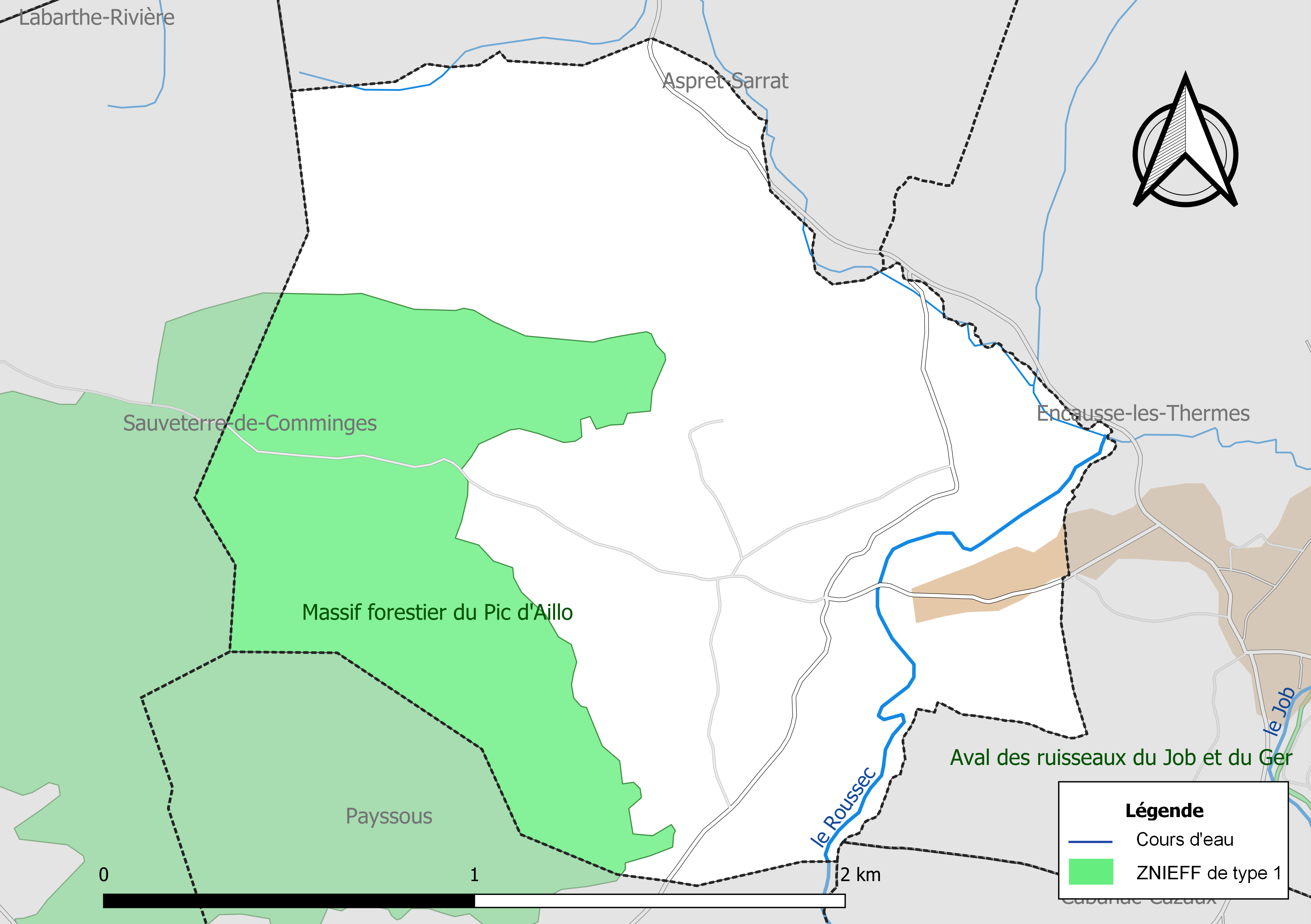
Carte de la ZNIEFF de type 1 localisée sur la commune.

L’inventaire des zones naturelles d'intérêt écologique, faunistique et floristique (ZNIEFF) a pour objectif de réaliser une couverture des zones les plus intéressantes sur le plan écologique, essentiellement dans la perspective d’améliorer la connaissance du patrimoine naturel national et de fournir aux différents décideurs un outil d’aide à la prise en compte de l’environnement dans l’aménagement du territoire.
Une ZNIEFF de type 1 est recensée sur la commune :
le « massifforestier du pic d'Aillo » (275 ha), couvrant 3 communes du département et une ZNIEFF de type 2, : 
le « piémont calcaire commingeois et bassin de Sauveterre » (8 553 ha), couvrant 26 communes du département.

## Urbanisme

### Typologie
Au 1er janvier 2024, Régades est catégorisée commune rurale à habitat dispersé, selon la nouvelle grille communale de densité à sept niveaux définie par l'Insee en 2022.
Elle est située hors unité urbaine. Par ailleurs la commune fait partie de l'aire d'attraction de Saint-Gaudens, dont elle est une commune de la couronne,. Cette aire, qui regroupe 85 communes, est catégorisée dans les aires de moins de 50 000 habitants,.

### Occupation des sols
L'occupation des sols de la commune, telle qu'elle ressort de la base de données européenne d’occupation biophysique des sols Corine Land Cover (CLC), est marquée par l'importance des forêts et milieux semi-naturels (59,5 % en 2018), une proportion identique à celle de 1990 (59,5 %). La répartition détaillée en 2018 est la suivante : 
forêts (59,5 %), zones agricoles hétérogènes (31,9 %), prairies (7,3 %), zones urbanisées (1,3 %). L'évolution de l’occupation des sols de la commune et de ses infrastructures peut être observée sur les différentes représentations cartographiques du territoire : la carte de Cassini (XVIIIe siècle), la carte d'état-major (1820-1866) et les cartes ou photos aériennes de l'IGN pour la période actuelle (1950 à aujourd'hui).

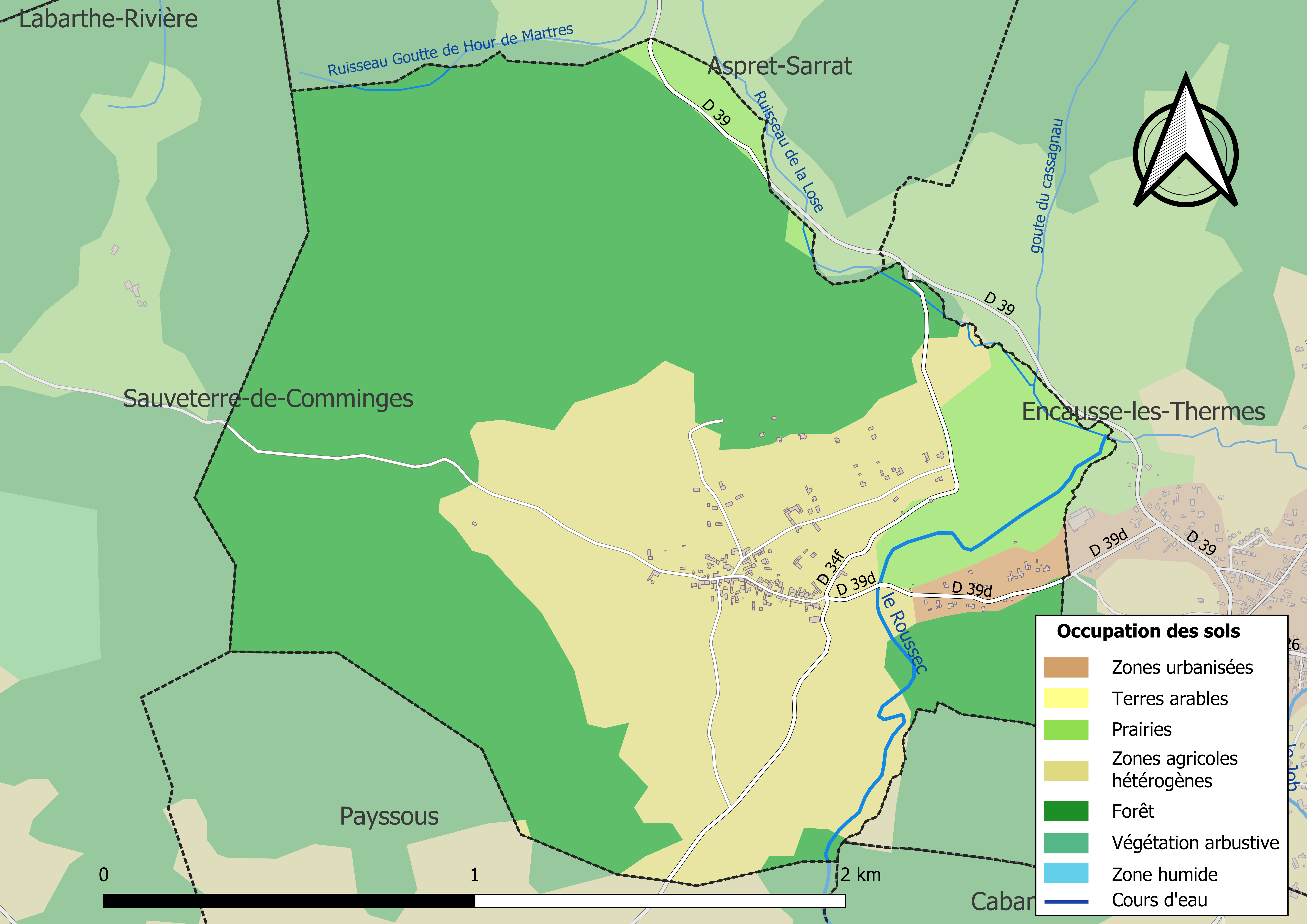
Carte des infrastructures et de l'occupation des sols de la commune en 2018 (CLC).

### Voies de communication et transports
Accès par l'autoroute A64 sortie no 18 et avec le réseau Arc-en-ciel ainsi qu'en gare de Saint-Gaudens.

### Risques majeurs
Le territoire de la commune de Régades est vulnérable à différents aléas naturels : météorologiques (tempête, orage, neige, grand froid, canicule ou sécheresse), inondations, feux de forêts et séisme (sismicité modérée). Un site publié par le BRGM permet d'évaluer simplement et rapidement les risques d'un bien localisé soit par son adresse soit par le numéro de sa parcelle.
Certaines parties du territoire communal sont susceptibles d’être affectées par le risque d’inondation par débordement de cours d'eau, notamment le Roussec. La commune a été reconnue en état de catastrophe naturelle au titre des dommages causés par les inondations et coulées de boue survenues en 1982, 1999 et 2009,.
Un plan départemental de protection des forêts contre les incendies a été approuvé par arrêté préfectoral du 25 septembre 2006. Régades est exposée au risque de feu de forêt du fait de la présence sur son territoire du massif des piémonts des Pyrénées. Il est ainsi défendu aux propriétaires de la commune et à leurs ayants droit de porter ou d’allumer du feu dans l'intérieur et à une distance de 200 mètres des bois, forêts, plantations, reboisements ainsi que des landes. L’écobuage est également interdit, ainsi que les feux de type méchouis et barbecues, à l’exception de ceux prévus dans des installations fixes (non situées sous couvert d'arbres) constituant une dépendance d'habitation,.

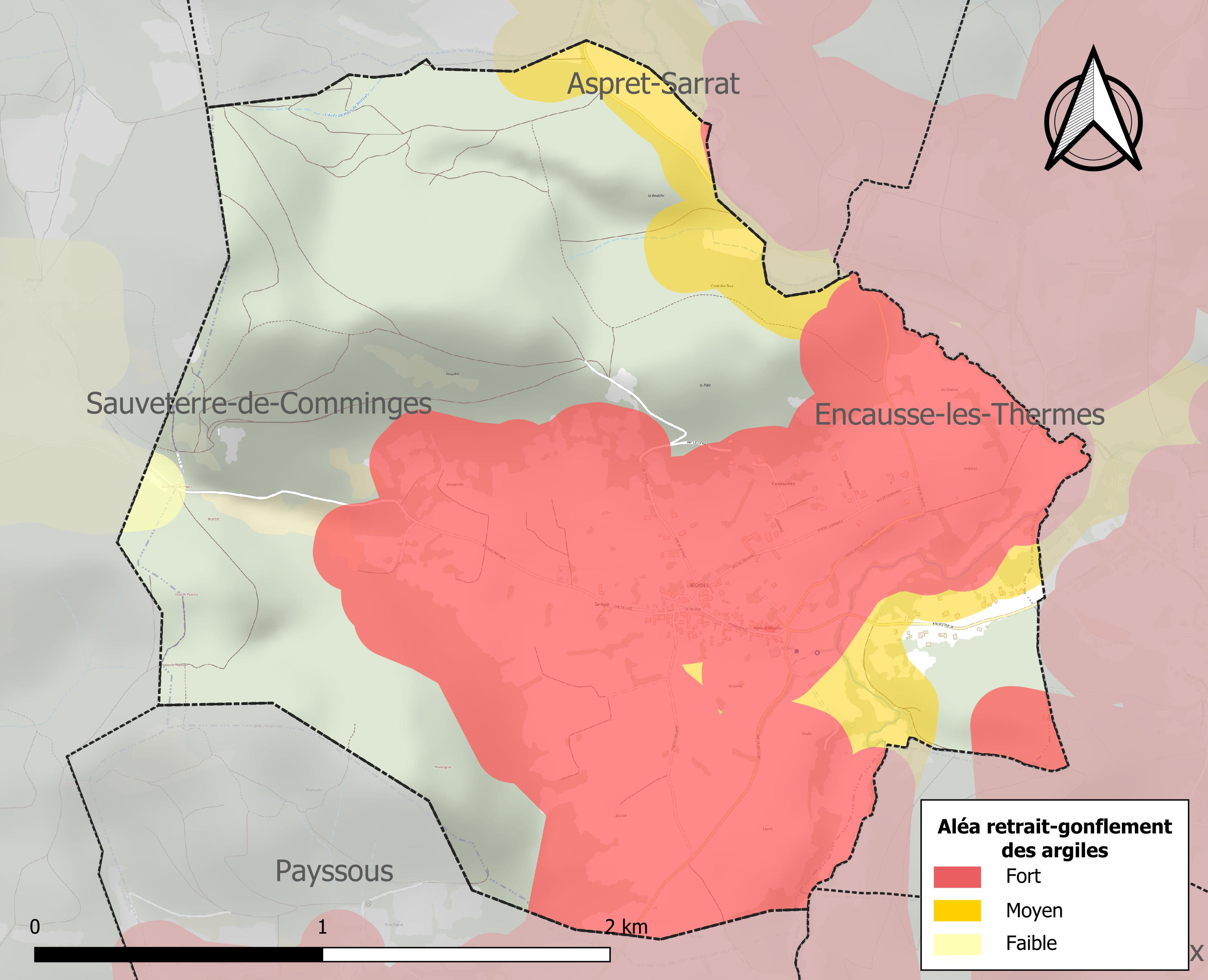
Carte des zones d'aléa retrait-gonflement des sols argileux de Régades.

Le retrait-gonflement des sols argileux est susceptible d'engendrer des dommages importants aux bâtiments en cas d’alternance de périodes de sécheresse et de pluie. 55,3 % de la superficie communale est en aléa moyen ou fort (88,8 % au niveau départemental et 48,5 % au niveau national). Sur les 80 bâtiments dénombrés sur la commune en 2019, 74 sont en aléa moyen ou fort, soit 93 %, à comparer aux 98 % au niveau départemental et 54 % au niveau national. Une cartographie de l'exposition du territoire national au retrait gonflement des sols argileux est disponible sur le site du BRGM,.
Par ailleurs, afin de mieux appréhender le risque d’affaissement de terrain, l'inventaire national des cavités souterraines permet de localiser celles situées sur la commune.
Concernant les mouvements de terrains, la commune a été reconnue en état de catastrophe naturelle au titre des dommages causés par la sécheresse en 1989 et par des mouvements de terrain en 1999.

## Politique et administration

### Rattachements administratifs et électoraux
Commune faisant partie de la huitième circonscription de la Haute-Garonne, de la communauté de communes Cœur et Coteaux de Comminges et du canton de Saint-Gaudens et avant le 1er janvier 2017, Régades faisait partie de la communauté de communes du Saint-Gaudinois.
La commune est également membre du SIVOM de Saint-Gaudens Montréjeau Aspet Magnoac.

### Liste des maires
| Période                                  | Période  | Identité           | Étiquette | Qualité |
| ---------------------------------------- | -------- | ------------------ | --------- | ------- |
| mars 1908                                | 1912     | Fraçois Dencausse  |           |         |
| mars 1912                                | 1915     | Théodore Salaneuve |           |         |
| mars 1915                                | 1933     | Bernard Dencausse  |           |         |
| mars 1933                                | 1965     | Pierre Dencausse   |           |         |
| mars 1965                                | 1983     | Pierre Dessens     |           |         |
| mars 1983                                | 2001     | Michel Dessens     |           |         |
| mars 2001                                | En cours | Marlène Gasto      | DVD       |         |
| Les données manquantes sont à compléter. |          |                    |           |         |

## Population et société

### Démographie
| 1793 | 1800 | 1806 | 1821 | 1831 | 1836 | 1841 | 1846 | 1851 |
| ---- | ---- | ---- | ---- | ---- | ---- | ---- | ---- | ---- |
| 170  | 142  | 204  | 225  | 263  | 259  | 250  | 258  | 274  |

| 1856 | 1861 | 1866 | 1872 | 1876 | 1881 | 1886 | 1891 | 1896 |
| ---- | ---- | ---- | ---- | ---- | ---- | ---- | ---- | ---- |
| 274  | 264  | 258  | 241  | 224  | 210  | 207  | 204  | 203  |

| 1901 | 1906 | 1911 | 1921 | 1926 | 1931 | 1936 | 1946 | 1954 |
| ---- | ---- | ---- | ---- | ---- | ---- | ---- | ---- | ---- |
| 167  | 134  | 134  | 107  | 117  | 109  | 94   | 82   | 93   |

| 1962 | 1968 | 1975 | 1982 | 1990 | 1999 | 2004 | 2006 | 2009 |
| ---- | ---- | ---- | ---- | ---- | ---- | ---- | ---- | ---- |
| 82   | 83   | 103  | 103  | 122  | 112  | 135  | 137  | 130  |

| 2014 | 2019 | 2022 | - | - | - | - | - | - |
| ---- | ---- | ---- | - | - | - | - | - | - |
| 132  | 139  | 131  | - | - | - | - | - | - |

| selon la population municipale des années : | 1968 | 1975 | 1982 | 1990 | 1999 | 2006 | 2009 | 2013 |
| Rang de la commune dans le département      | 253  | 251  | 253  | 289  | 324  | 325  | 321  | 322  |
| Nombre de communes du département           | 592  | 582  | 586  | 588  | 588  | 588  | 589  | 589  |

### Enseignement
Régades fait partie de l'académie de Toulouse.
L'éducation est assurée par un regroupement pédagogique intercommunal avec les communes d'Encausse-les-Thermes, Soueich, Lespiteau et Cabanac-Cazaux pour les classes de la maternelle au primaire.

### Culture et festivité
Fêtes de la Saint jean,

## Économie

### Emploi
|                | 2008  | 2013  | 2018  |
| -------------- | ----- | ----- | ----- |
| Commune        | 6,2 % | 6,5 % | 7,5 % |
| Département    | 7,7 % | 9,6 % | 9,3 % |
| France entière | 8,3 % | 10 %  | 10 %  |

En 2018, la population âgée de 15 à 64 ans s'élève à 78 personnes, parmi lesquelles on compte 76,3 % d'actifs (68,8 % ayant un emploi et 7,5 % de chômeurs) et 23,7 % d'inactifs,. Depuis 2008, le taux de chômage communal (au sens du recensement) des 15-64 ans est inférieur à celui de la France et du département.
La commune fait partie de la couronne de l'aire d'attraction de Saint-Gaudens, du fait qu'au moins 15 % des actifs travaillent dans le pôle,. Elle compte 10 emplois en 2018, contre 8 en 2013 et 3 en 2008. Le nombre d'actifs ayant un emploi résidant dans la commune est de 55, soit un indicateur de concentration d'emploi de 18,1 % et un taux d'activité parmi les 15 ans ou plus de 51,2 %.
Sur ces 55 actifs de 15 ans ou plus ayant un emploi, 7 travaillent dans la commune, soit 13 % des habitants. Pour se rendre au travail, 96,4 % des habitants utilisent un véhicule personnel ou de fonction à quatre roues et 3,6 % n'ont pas besoin de transport (travail au domicile).

### Activités hors agriculture
7 établissements sont implantés  à Régades au 31 décembre 2019.
Le secteur de l'administration publique, l'enseignement, la santé humaine et l'action sociale est prépondérant sur la commune puisqu'il représente 28,6 % du nombre total d'établissements de la commune (2 sur les 7 entreprises implantées  à Régades), contre 16,6 % au niveau départemental.

### Agriculture
|               | 1988 | 2000 | 2010 | 2020 |
| ------------- | ---- | ---- | ---- | ---- |
| Exploitations | 8    | 5    | 3    | 4    |
| SAU (ha)      | 157  | 138  | 66   | 62   |

La commune est dans « La Rivière », une petite région agricole localisée dans le sud du département de la Haute-Garonne, constituant la partie piémont au relief plus doux que les Pyrénées centrales la bordant au sud et où la vallée de la Garonne s’élargit. En 2020, l'orientation technico-économique de l'agriculture sur la commune est l'élevage de bovins, pour la viande. Quatre exploitations agricoles ayant leur siège dans la commune sont dénombrées lors du recensement agricole de 2020 (huit en 1988). La superficie agricole utilisée est de 62 ha,,.

## Culture locale et patrimoine

### Lieux et monuments
- Église Saint-Jean-Baptiste.

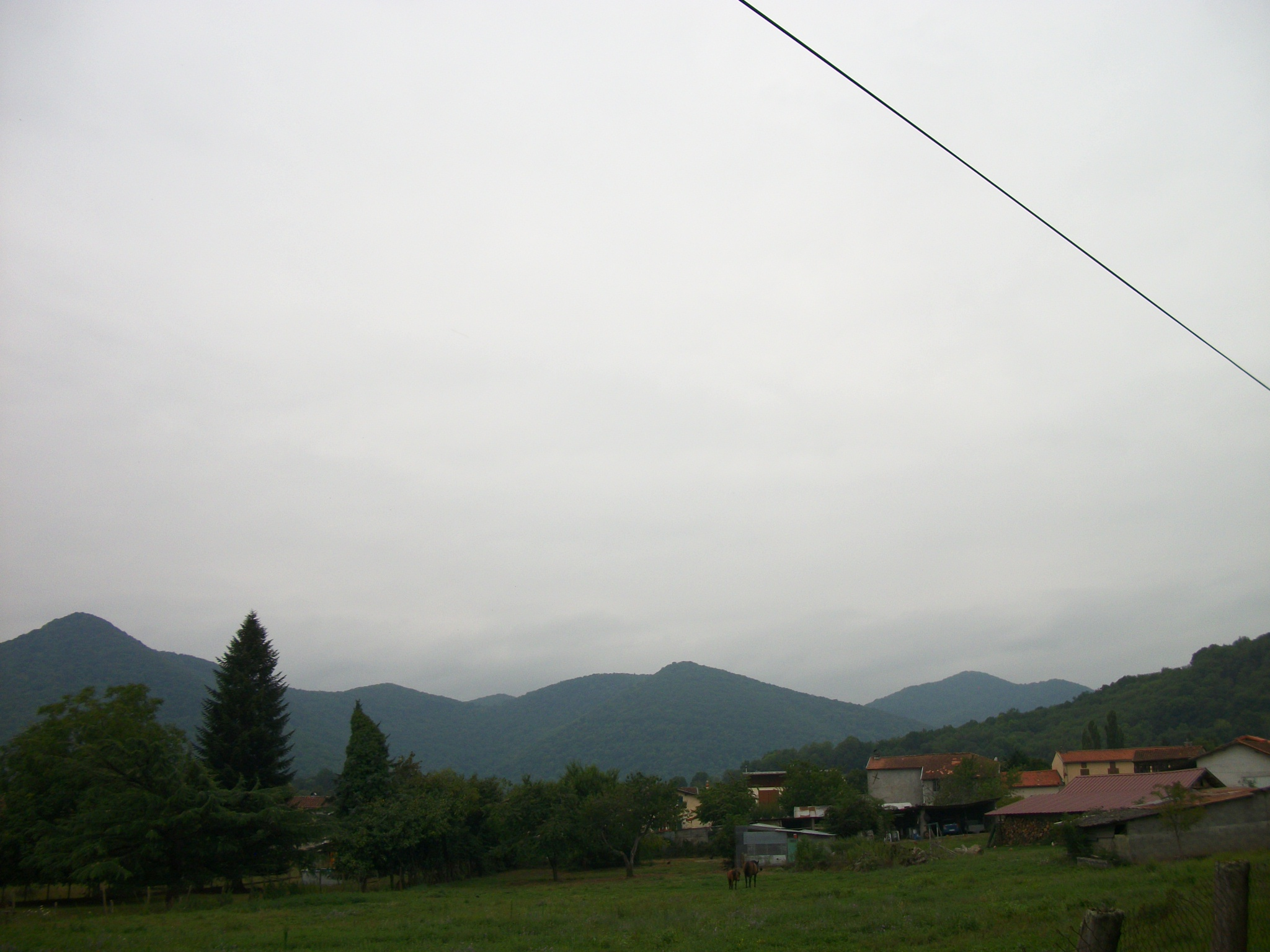
Vue sur une partie du village
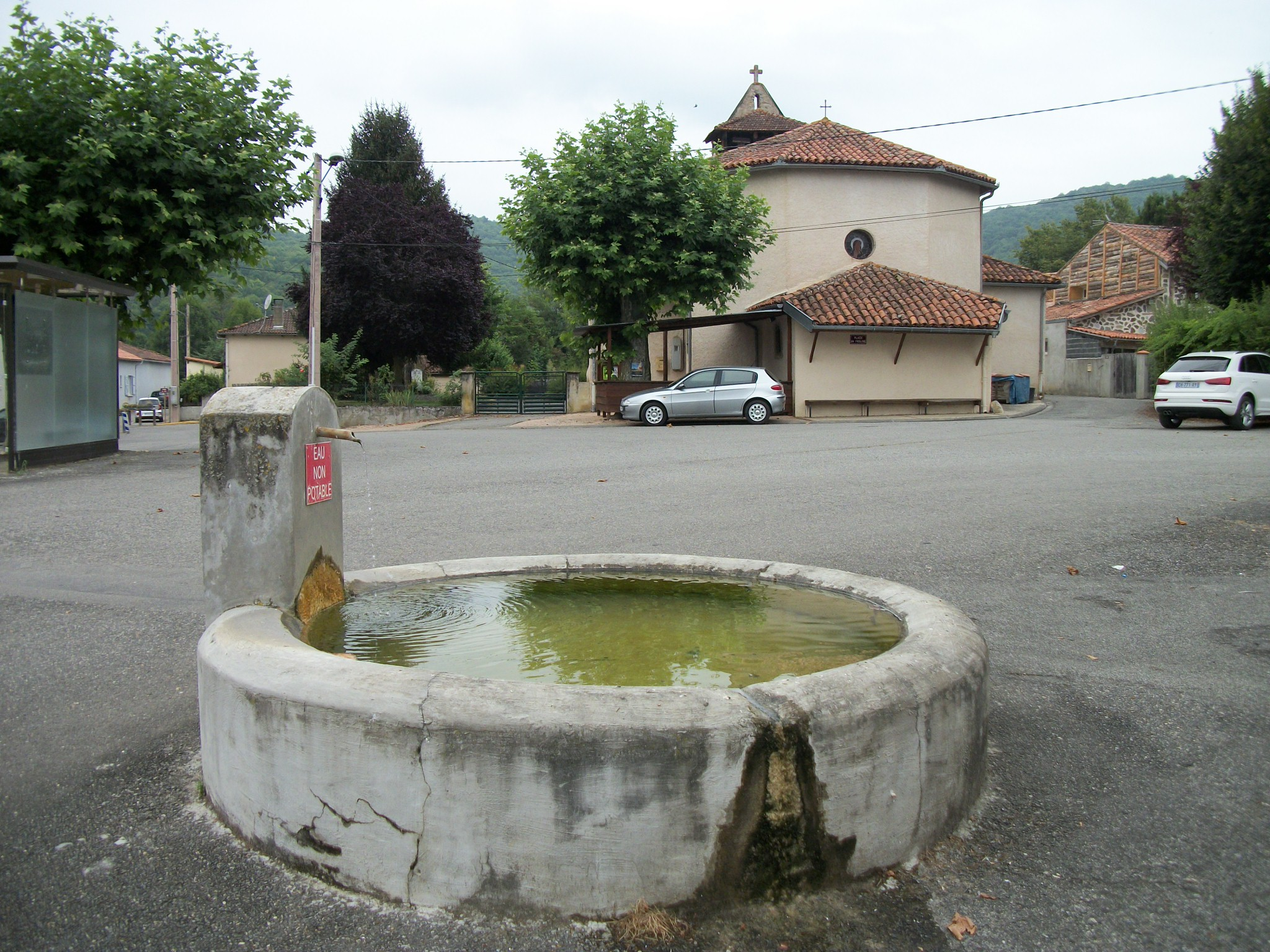
Place centrale du village avec un abreuvoir et l'église Saint-Jean-Baptiste en arrière plan
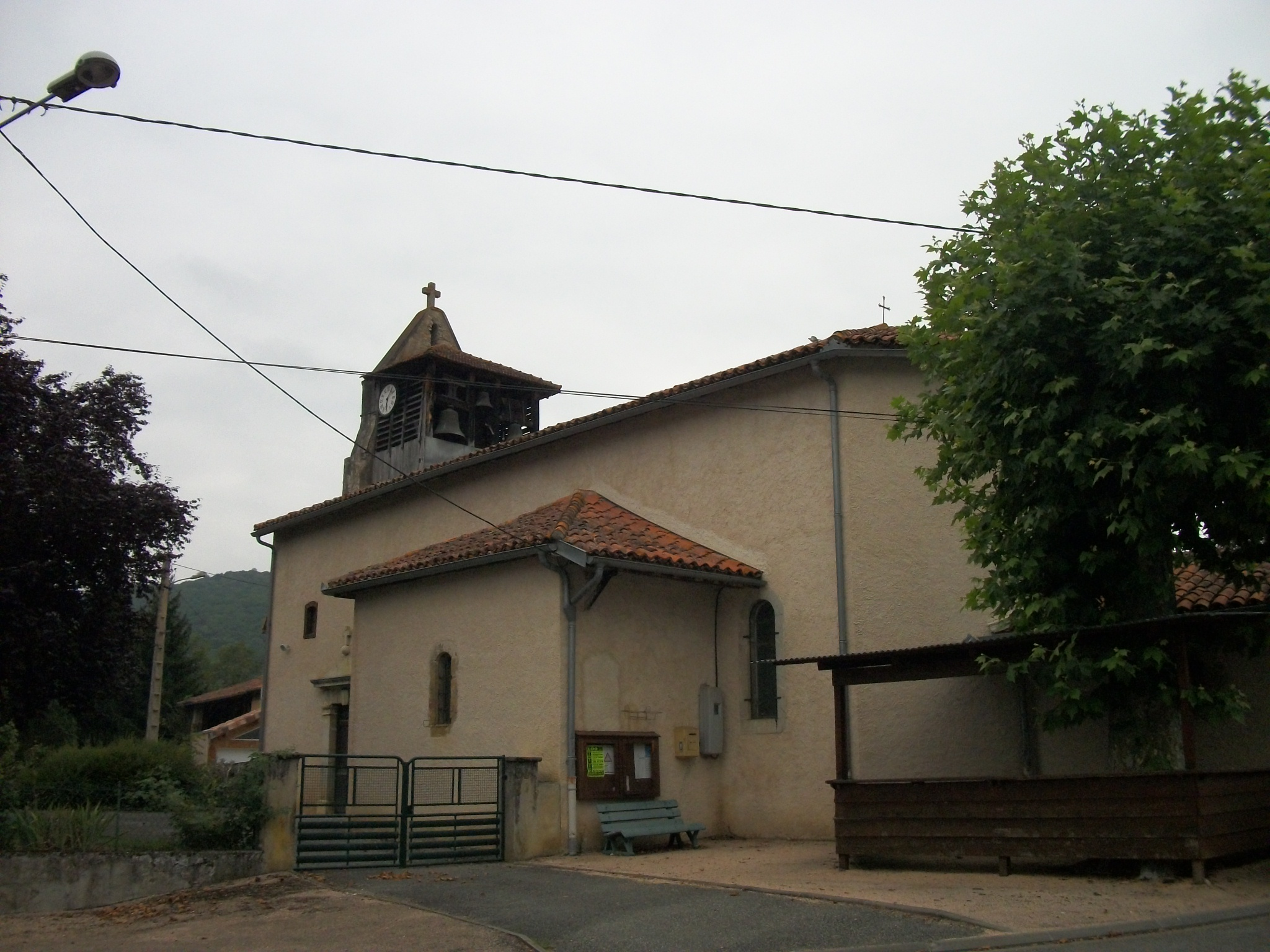
L'église Saint-Jean-Baptiste
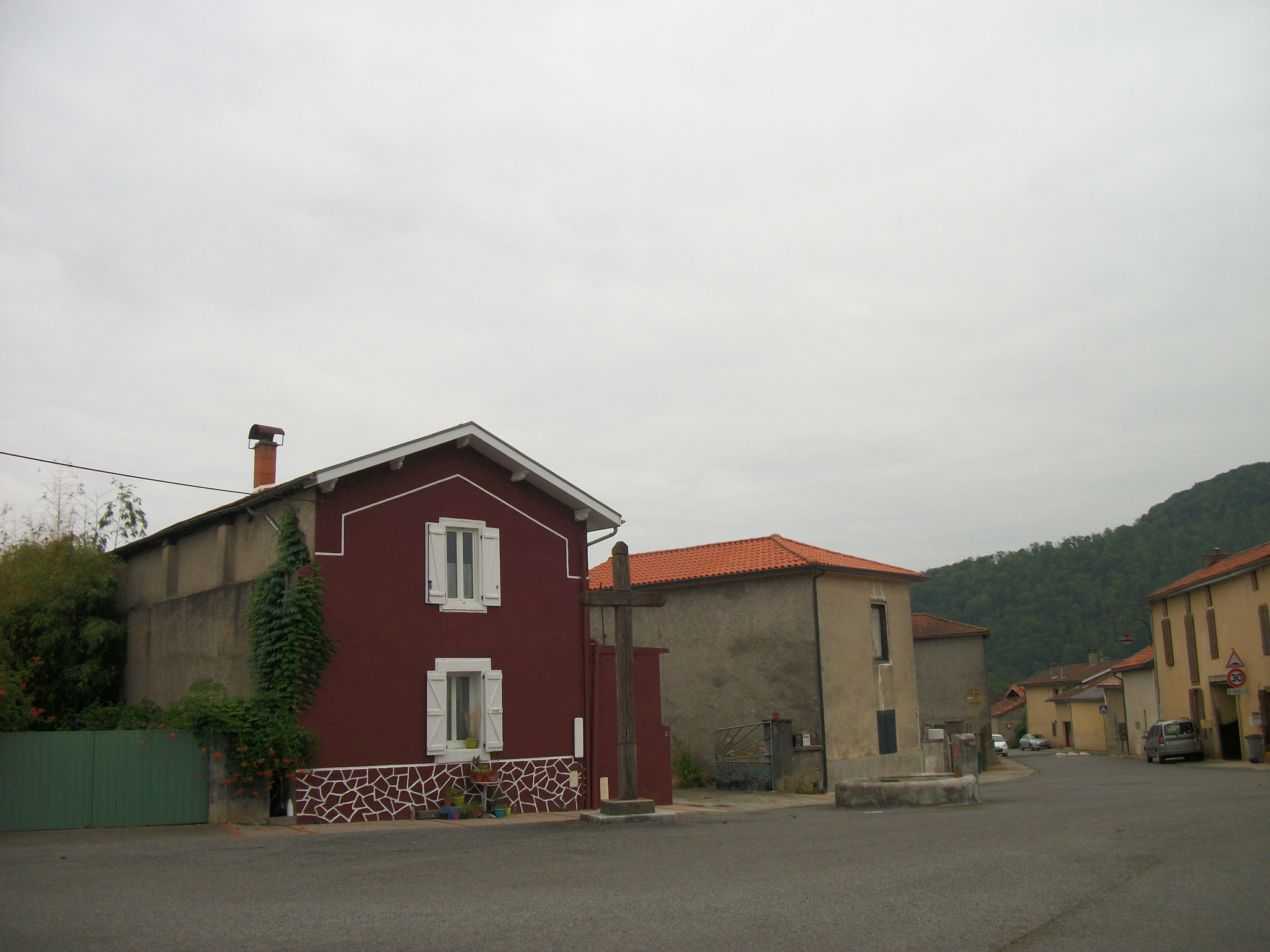
Autre vue de la place centrale du village avec un abreuvoir et une croix
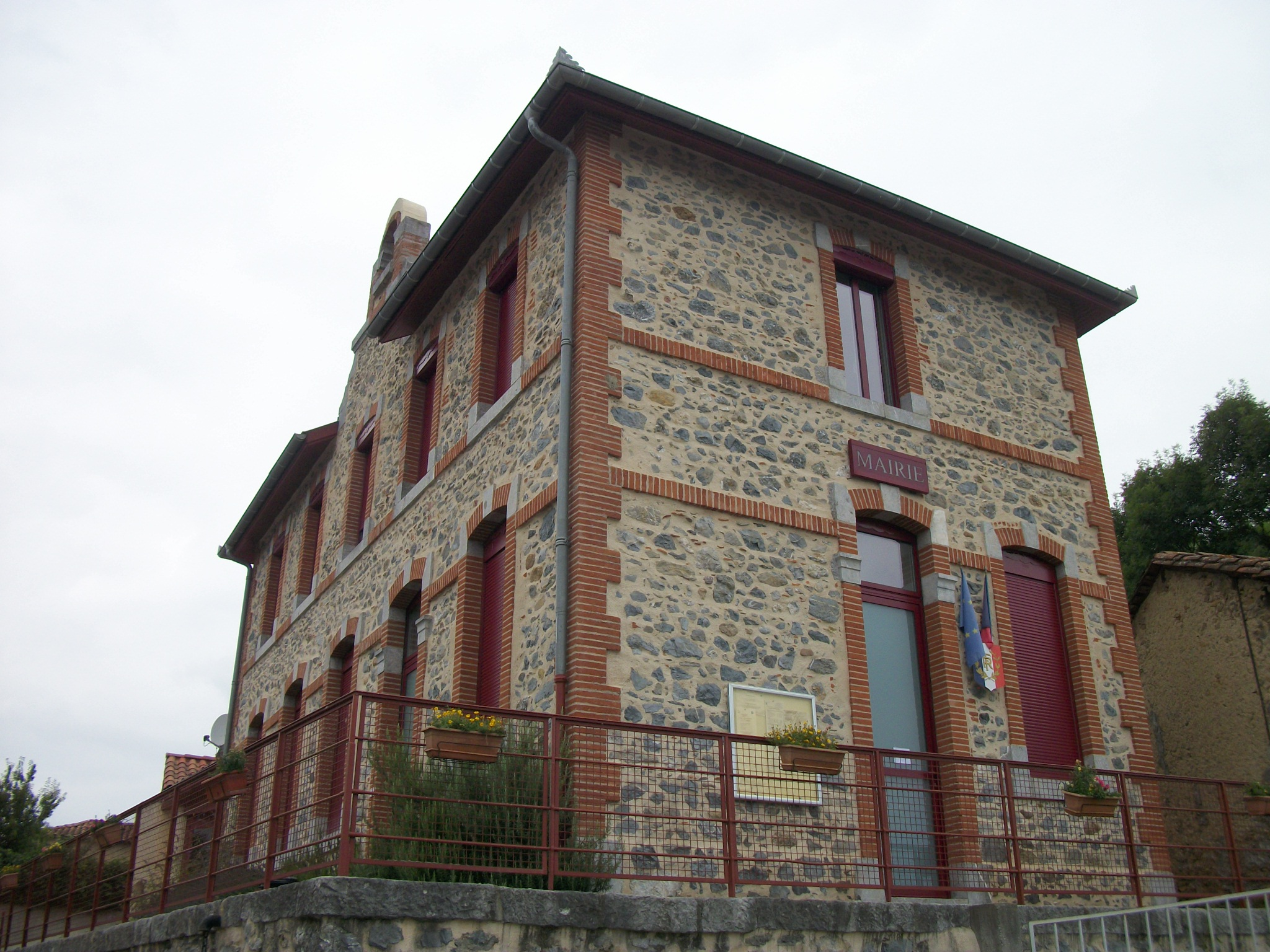
La mairie

## Protection environnementale
Le site Natura 2000 Chaînons calcaires du Piémont Commingeois est classé en zone spéciale de conservation depuis 2007, avec une superficie de 6 198 hectares il s'étend sur une partie de la commune de Régades.